# Хой-Балам II
Хой-Балам II (вариант имени «Knot-Eye»-Балам, 728—746/747) — правитель Шукальнаха, скорее всего, бывший сыном своего предшественника, Кинич-Чак-Чиха. При его правлении Сакци и Шукальнах впервые оказались объединены одним правителем.

## Биография
Он родился в 728 году и взошел на трон в возрасте трех-четырех лет. На разных памятниках майя Хой-Балам II неоднократно именовался «человеком из Паталя».

### Политическая
В Шукальнахе власть Хой-Балама II вызвала очень сильное сопротивление сахалей. В частности, особо сильной власти достиг Ах-Сактель-Хух, бывший сыном шукальнахского сахаля Йо’наль-Ак-Балама. Эта семья контролировала старую столицу страны (а также действующую столице сахальства), и занимала особое место в обществе. Согласно надписи на притолоке 3 из Бонампака, Ах-Сактель-Хух в сентябре 740 года захватил в плен одного из опекунов Хой-Балама II. Причем в этой надписи Ах-Сактель-Хуха назвали всеми царскими титулами, а опекуна — просто «человеком из Паталя» (хотя Ах-Сактель-Хух на момент этих событий был лишь сахалем, а не царем). В надписи на панели 1 из Лакамхи, где сообщается о том, что в 743 году Ах-Сактель-Хух стал сахалем, он назван не царскими титулами, а просто «человеком из Шукальнаха». Судя по всему, после воцарения Яхав-Чан-Мувана II, Хой-Балама II стали считать узурпатором, а Ах-Сактель-Хуха — настоящим царем.
В 746 году Ах-Сактель-Хух отпраздновал свое пятилетие и поставил себе монумент. Примерно в это время власть Хой-Балама II была признана сахалями, но как-раз тогда он умер. После этого объединенное государство Сакци и Шукальнаха распалось. Следующими двумя известными правителями Шукальнаха были Ах-Сактель-Хух и его сын.

### Вклад в скульптуру
При его правлении были созданы две так называемые «панели из Эль-Седро», где упоминаются и он, и его отец. Предположительно, их целью было обосновать права Хой-Балама II на трон.